# 조내양
조내양(趙來陽 1614년~1648년)은 조선 중기 유학자로 포저(浦渚) 조익(趙翼)의 넷째 아들이며 조형중(趙瑩中)의 손자 이고, 조간(趙侃)의 증손(曾孫)이다. 호는 도산(道山)이며 본관은 풍양이다. 
어려서부터 시(詩)와 학문(學問)에 능하여 명성이 높아 20세의 어린 나이에 1633년(인조 11) 진사시(進士試)에 합격 하였다. 하지만 병자호란 이후 조선이 청(淸)과 화친 하려 하자 벼슬에 나가지 않고 신창(新昌)에서 여생을 보내며 학문에만 전념 하다가 35세의 나이에 요절 하였다.

## 저서
《도산유고(道山遺稿)》

## 가계
- 아버지 :  조익(趙翼)
- 부인 : 연안 이씨, 영의정 이시백(李時白)의 딸
  - 아들 :  조지헌(趙持憲)
  - 딸 : 생원(生員) 김일진(金一振)의 처,  외손,영의정 김주신, 외증손녀,인원왕후
  - 딸 : 군수(郡守) 박태두(朴泰斗)의 처